# Pont-Cassé
Pont-Cassé est une ville de la Dominique, située dans la paroisse de Saint-Paul.